# Keplerova
Keplerova ulice na Hradčanech v Praze spojuje Jelení ulici s Pohořelcem a Parléřovou ulicí. Nazvána je na počest dvorního matematika Johannesa Keplera (1571–1630), podle kterého je nazváno i nedaleké Gymnázium Jana Keplera na Parléřově ulici 2.

## Historie a názvy
Od svého vzniku v roce 1901 má ulice název Keplerova a tvoří administrativní hranici mezi pražskými čtvrtěmi Hradčany (Praha 1) a Střešovice (Praha 6).

## Tramvajová trať
Ulicí vede tramvajová trať z Malé Strany na Bílou Horu. Na křížení s ulicemi Parléřova a Pohořelec se nachází tramvajová zastávka Pohořelec. Koleje byly v Keplerově ulici poprvé položeny v roce 1926 kvůli posílení dopravní kapacity k nově otevřenému Strahovskému stadionu. V roce 1938 byl otevřen rekonstruovaný úsek trati Křižovatka Brusnice–Jelení–Keplerova–Pohořelec a nahradil tak starší a již nevyhovující úsek trati Křižovatka Brusnice–U Brusnice–U Kasáren–Loretánská–Pohořelec. V roce 2000 byla během rekonstrukce část trati v Keplerově ulici zatravněna.

## Budovy, firmy a instituce
- bašta X. sv. Františka Borgii – Keplerova 1[4]
- Kučerův palác – nárožní budova na adrese Keplerova 2 a Pohořelec 22[5]
- Hotel Savoy – Keplerova 6[6]